# Sverige (U.S. of America)
"Sverige" er en sang, der er en svensk oversættelse af sangen "U.S. of A" af Donna Fargo. Den svenske oversættelsen er skrevet af William Freestyle. Sangen er bedst kendt i en udgave af Eddie Meduza, der har indspillet den. Sangen er en hyldest til Sverige, men rejser stadig nogle sociale problemer.

## Eddie Meduzas version
På forsiden til singlen står det, at sangen indeholder 8 vilde dialekter, hvoraf nogle man kan høre er fra Skåne, Småland og Västergötland.

## Dansk version afU.S. of A
Der er en dansk oversættelse af Donna Fargos "U.S. of A" med navnet "Denmark Du Er Et Dejligt Land" sunget af Peter Belli fra 1978.